# バーンズ (護衛空母)
| USS Barnes (CVE-20) |                      |
| 艦歴                |                      |
| 発注                |                      |
| 起工                | 1942年1月19日        |
| 進水                | 1942年5月2日         |
| 就役                | 1943年2月20日        |
| 退役                | 1946年8月29日        |
| 除籍                | 1959年3月1日         |
| その後              | スクラップとして売却 |
| 性能諸元            |                      |
| 排水量              | 7,800トン            |
| 全長                | 495.66 ft (151.1 m)  |
| 全幅                | 111.5 ft (34 m)      |
| 吃水                | 26 ft (7.9 m)        |
| 機関                |                      |
| 最大速              | 17.6 ノット          |
| 航続距離            |                      |
| 乗員                | 士官、兵員890名      |
| 兵装                | 5インチ砲2門         |
| 搭載機              | 24                   |

バーンズ (USS Barnes, AVG/ACV/CVE-20) は、アメリカ海軍の護衛空母。ボーグ級航空母艦の1隻。その名を持つ艦としては2隻目。

## 艦歴
バーンズは海事委任契約の下ワシントン州タコマのシアトル・タコマ造船所で1942年5月1日に起工した。1942年5月22日にG・L・ハッチンソン夫人によって進水し、1943年2月20日にC・D・グローバー艦長の指揮下就役した。当初は AVG-20（航空機搭載護衛艦）と指定され、1942年8月20日に ACV-20（補助空母）に艦種変更、1943年7月15日に CVE-20（護衛空母）に再変更された。
バーンズは第二次世界大戦を通じて、太平洋の前線部隊に兵員、物資、航空機を運搬した。さらにパイロットの認証訓練に従事した。
これらの任務の間に、1943年11月20日から12月5日までタラワの戦いに参加し、1944年9月6日から10月14日のペリリュー、アンガウルの戦いでは第3艦隊の任務群に対して航空機の供給を行い、1944年10月19日のルソン島攻撃にも参加した。
日本降伏後、バーンズは極東地区に1945年11月3日まで占領任務で留まる。1946年3月に帰国し西海岸に留まった後、ボストンに移動し、1946年8月29日に予備役となる。1955年6月12日に CVHE-20（護衛ヘリ空母）に艦種変更され、1959年3月1日に除籍、廃棄処分となる。
バーンズは第二次世界大戦の戦功で3つの従軍星章を受章した。